# Hydrochoerus
Cabiais (sensu lato), Cochons d'eau, Hydrochères
Genre
Synonymes
- Hydrochoeris Brisson, 1762[2]
- Hydrochaeris Brünnich, 1772

Les hydrochères (Hydrochoerus, syn. Hydrochaeris) sont un genre de rongeurs des hystricognathes dont la taxinomie et la classification sont encore discutées et varient selon les auteurs. En plus d'espèces fossiles, actuellement disparues, il comprend de gros rongeurs vivant dans les zones humides d'Amérique du Sud et Panama : le grand cabiai ou capybara (H. hydrochaeris), le plus gros de tous les rongeurs actuels, ainsi que le cabiaï de Panama, plus petit, à présent reconnu comme étant une espèce distincte (H. isthmius) grâce aux analyses génétiques montrant un caryotype différent. Ces cabiais sont aussi appelés des cochons d'eau, autant à cause de leur aspect rappelant celui des cochons, qu'en référence à leur viande comestible qui en fait un gibier de chasse. Ils sont herbivores.

## Origine des noms
Le nom du genre (Hydrochoerus) et celui de la sous-famille dans laquelle est classé ce genre (Hydrochoerinae) sont des mots savants construits sur le grec ὕδωρ / húdôr (« eau ») et χοῖρος / khoîros (« cochon »), ils signifient donc « cochon d'eau ».
Le nom « cabiaï »viendrait du tupi-guarani « cabiai », duquel serait aussi dérivé le mot « cobaye ». Ce nom amérindien désigne aussi une autre espèce de rongeur de la même zone géographique, le Cobaye domestique (Cavia porcellus) ou « cochon d'Inde », nom donné par les conquistadors qui s'étaient trompés de continent et de ce que son cri est semblable à celui du porc.

## Répartition

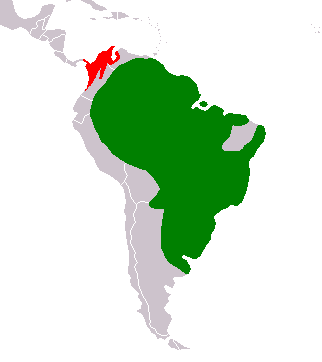
Hydrochoerus hydrochaeris
Hydrochoerus isthmius

Les hydrochères vivent dans les zones humides en Amérique du Sud.
Le capybara se rencontre un peu partout, mais le cabiaï de Panama est localisé à l'Est du Panama, au Nord-ouest de la Colombie et à l'ouest du Venezuela.

## Nomenclature et systématique
Selon les auteurs, ce genre est classé dans la famille des Caviidae,, ou bien des Hydrochaeridae.
Hydrochoerus admet de nombreux synonymes, dont plusieurs variantes très proches les unes des autres. Les bases taxinomiques divergent encore sur la validation de trois d'entre elles :
- Hydrochoerus Brisson, 1762[1],[6]
- Hydrochoeris Brisson, 1762[2]
- Hydrochaeris Brünnich, 1772

Le genre Hydrochoerus (ou Hydrochoeris) a été décrit pour la première fois en 1762 par le zoologiste et physicien français Mathurin Jacques Brisson (1723-1806). Le synonyme Hydrochaeris, daté de 1772, est de Morten Thrane Brünnich (1737-1827), un  zoologiste et un minéralogiste danois.  
Husson remet en cause en 1978 le travail de Brisson en 1762, qui ne suivait pas toujours une nomenclature binomiale, et propose de rendre non valides les noms se trouvant dans l'ouvrage. La Commission internationale de nomenclature zoologique décide cependant en 1998 de décréter certains de ces noms comme valides, dont Hydrochoerus,.
Autres synonymes :
- Capibara Moussy, 1860
- Capiguara Liais, 1872
- Hydrochaerus Erxleben, 1777
- Hydrocheirus Hollande and Batisse, 1959
- Hydrocherus F. Cuvier, 1829
- Hydrochoerus Wagler, 1830
- Xenohydrochoerus Rusconi, 1934

### Liste d'espèces
Selon ITIS (26 janv. 2013) et Mammal Species of the World (version 3, 2005)  (26 janv. 2013):
- Hydrochoerus hydrochaeris (Linnaeus, 1766) - Hydrochoeris hydrochaeris selon MSW - le Cabiaï (sensu stricto), Grand cabiaï ou Capybara
- Hydrochoerus isthmius Goldman, 1912 - Hydrochoeris isthmius selon MSW - le Cabiaï de Panama

Selon Paleobiology Database (26 janv. 2013) :
- †Hydrochoerus ballesterensis Rusconi 1954
- Hydrochoeris hydrochaeris
- Hydrochoeris isthmius
- †Hydrochoerus lydekkeri Moreno 1888
- †Hydrochoerus paranensis Ameghino 1883

Auxquels s'ajoute une autre espèce éteinte :
- †Hydrochoerus gaylordi, endémique de Grenade[10]

### Hydrochoerus
- (fr + en) ITIS : Hydrochoerus Brisson, 1762 (consulté le 26 janvier 2013)
- (en) Animal Diversity Web : Hydrochoerus (consulté le 26 janvier 2013)
- (en) BioLib :  Hydrochoerus Brisson, 1762 (consulté le 10 juin 2023)
- (en) Catalogue of Life : Hydrochoerus Brisson, 1762 (consulté le 10 juin 2023)
- (en) NCBI : Hydrochoerus (taxons inclus) (consulté le 26 janvier 2013)
- (en) UICN : taxon  Hydrochoerus  (consulté le 7 janvier 2023)
- (en) Paleobiology Database : Hydrochoerus Brisson 1762 (consulté le 26 janvier 2013)

### Hydrochoeris
- (en) Mammal Species of the World (3e  éd., 2005) : Hydrochoeris Brisson, 1762 (consulté le 26 janvier 2013)

### Hydrochaeris
- (fr + en) ITIS : Hydrochaeris  Brünnich, 1772 Non valide (consulté le 26 janvier 2013)
- (en) Animal Diversity Web : Hydrochaeris (consulté le 26 janvier 2013)